# لیگ نخبگان آسیا ۲۶–۲۰۲۵
لیگ نخبگان آسیا ۲۶–۲۰۲۵  (ای سی ال نخبگان) چهل و چهارمین دوره از مسابقات برتر فوتبال باشگاهی آسیا خواهد بود که توسط کنفدراسیون فوتبال آسیا (AFC) برگزار می‌شود و دومین دوره تحت عنوان  لیگ نخبگان آسیا است.
مرحله نهایی این مسابقات به میزبانی عربستان سعودی برگزار می شود. قهرمان این مسابقات،مسابقات در جام بین قاره‌ای فیفا ۲۰۲۶ و جام جهانی باشگاه‌ها ۲۰۲۹ شرکت خواهد کرد. علاوه بر این، قهرمان این دوره جواز حضور در مرحله لیگ، لیگ نخبگان آسیا ۲۷–۲۰۲۶ دریافت خواهد کرد، اگر قبلاً از طریق عملکرد لیگ داخلی جواز حضور دراین مسابقات را نگرفته باشد.

## سهمیه کشورها
فدراسیون ها بر اساس رتبه بندی مسابقات باشگاهی خود که پس از تکمیل مسابقات ۲۰۲۳-۲۰۲۴ منتشر شده است، سهمیه ها را به خود اختصاص می دهند.
| شرکت در لیگ نخبگان قهرمانان آسیا ۲۶-۲۰۲۵ | شرکت در لیگ نخبگان قهرمانان آسیا ۲۶-۲۰۲۵ |
| ---------------------------------------- | ---------------------------------------- |
|                                          | شرکت می کند                              |
|                                          | شرکت نمی کند                             |

| ۱     | ۱     | عربستان سعودی        | ۱۰۳٫۱۴۸              | ۳  | ۰ |
| ۲     | ۴     | امارات متحدهٔ عربی    | ۷۴٫۸۷۳               | ۳  | ۰ |
| ۳     | ۵     | قطر                  | ۷۰٫۳۳۰               | ۲  | ۱ |
| ۴     | ۶     | ایران                | ۶۸٫۶۴۰               | ۱  | ۱ |
| ۵     | ۹     | ازبکستان             | ۴۷٫۲۵۹               | ۱  | ۰ |
| ۶     | ۱۰    | عراق                 | ۳۷٫۱۱۸               | ۱  | ۰ |
| مجموع | مجموع | فدراسیون های حاضر: ۶ | فدراسیون های حاضر: ۶ | ۱۱ | ۲ |
| مجموع | مجموع | فدراسیون های حاضر: ۶ | فدراسیون های حاضر: ۶ | ۱۳ |   |

۱) امتیازات، ۲) امتیازات رو در رو، ۳) تفاضل گل رو در رو، ۴) گل‌های زده شده رو در رو، ۵) تفاضل گل، ۶) گل‌های زده شده، ۷) بازی جوانمردانه، ۸) قرعه‌کشی
| ۱     | ۲     | ژاپن                     | ۹۶٫۹۹۹                   | ۳  | ۰ |
| ۲     | ۳     | کرهٔ جنوبی                | ۹۳٫۶۰۰                   | ۳  | ۰ |
| ۳     | ۷     | چین                      | ۵۷٫۷۶۴                   | ۲  | ۱ |
| ۴     | ۸     | تایلند                   | ۴۹٫۵۴۶                   | ۱  | ۱ |
| ۵     | ۱۱    | استرالیا                 | ۳۴٫۷۴۰                   | ۱  | ۰ |
| ۶     | ۱۲    | مالزی                    | ۳۱٫۳۳۱                   | ۱  | ۰ |
| مجموع | مجموع | فدراسیون های شرکت‌کننده:۶ | فدراسیون های شرکت‌کننده:۶ | ۱۱ | ۲ |
| مجموع | مجموع | فدراسیون های شرکت‌کننده:۶ | فدراسیون های شرکت‌کننده:۶ | ۱۳ |   |

## باشگاه ها
در جدول زیر، تعداد بازی‌ها و آخرین حضور از فصل ۲۰۰۲–۲۰۰۳، زمانی که این رقابت‌ها به عنوان لیگ قهرمانان آسیا تغییر نام دادند، می‌باشد.
الاهلی عربستان مدافع عنوان قهرمانی به صورت مستقیم به مسابقات راه می یابد و تعداد تیم های عربستانی به ۴ می رسد.
۳ تیمی که از سهمیه خود عربستان به مسابقات راه یافتند به همراه ۱ تیم  که الاهلی عربستان است به دلیل اینکه قهرمان سری قبل مسابقات است به مسابقات راه می یابد.
تیم های زیر نیز به منطقه غرب یا شرق راه  می یابند مگر اینکه قبلاً بر اساس عملکرد داخلی خود جوایز حضور گرفته باشند.
| تیم         | شیوه راه‌یابی                                                                        | آخرین حضور |
| ----------- | ----------------------------------------------------------------------------------- | ---------- |
| الاهلی      | مدافع عنوان قهرمانی لیگ نخبگان آسیا ۲۵–۲۰۲۴                                         | ۲۰۲۴–۲۵    |
| الاتحاد     | قهرمان لیگ حرفه‌ای عربستان ۲۵–۲۰۲۴                                                   | ۲۰۲۳–۲۴    |
| الهلال      | نایب قهرمان لیگ حرفه‌ای عربستان ۲۵–۲۰۲۴                                              | ۲۵–۲۰۲۴    |
| شباب الاهلی | قهرمان لیگ برتر فوتبال امارات ۲۵–۲۰۲۴ قهرمان جام ریاست جمهوری امارات ۲۵–۲۰۲۴        | ۲۵–۲۰۲۴    |
| الشارجه     | مدافع عنوان قهرمانی لیگ قهرمانان آسیا ۲ ۲۵–۲۰۲۴ نایب قهرمان لیگ برتر امارات ۲۵–۲۰۲۴ | ۲۴–۲۰۲۳    |
| الوحده      | تیم سوم لیگ برتر امارات ۲۵–۲۰۲۴                                                     | ۲۲–۲۰۲۱    |
| السد        | قهرمان لیگ ستارگان قطر ۲۵–۲۰۲۴                                                      | ۲۵–۲۰۲۴    |
| الغرافه     | قهرمان جام امیر قطر ۲۵–۲۰۲۴                                                         | ۲۵–۲۰۲۴    |
| تراکتور     | قهرمان لیگ برتر فوتبال ایران ۰۴–۱۴۰۳                                                | ۲۲–۲۰۲۱    |
| نسف قرشی    | قهرمان سوپر لیگ ازبکستان ۲۰۲۴                                                       | ۲۴–۲۰۲۳    |
| الشرطه      | قهرمان لیگ ستارگان عراق ۲۵–۲۰۲۴                                                     | ۲۵–۲۰۲۴    |

| تیم             | شیوه راه‌یابی                                                                  | آخرین حضور |
| --------------- | ----------------------------------------------------------------------------- | ---------- |
| الدحیل          | نایب قهرمان لیگ ستارگان قطر ۲۵–۲۰۲۴                                           | ۲۴–۲۰۲۳    |
| سپاهان          | نایب قهرمان لیگ برتر فوتبال ایران ۰۴–۱۴۰۳                                     | ۲۴–۲۰۲۳    |
| تیم             | شیوه راه‌یابی                                                                  | آخرین حضور |
| ویسل کوبه       | قهرمان جی لیگ ژاپن ۲۰۲۴                                                       | ۲۰۲۴/۲۵    |
| سانفرس هیروشیما | نایب قهرمان جی لیگ ژاپن ۲۰۲۴                                                  | ۲۰۱۹       |
| ماچیدا زلویا    | تیم سوم جی لیگ ژاپن ۲۰۲۴                                                      | نخستین بار |
| اولسان اچ دی    | قهرمان کی لیگ کره جنوبی ۲۰۲۴                                                  | ۲۰۲۴/۲۵    |
| گانگوون         | نایب قهرمان کی لیگ کره جنوبی ۲۰۲۴                                             | نخستین بار |
| اف‌سی سئول       | تیم چهارم کی لیگ کره جنوبی ۲۰۲۴                                               | ۲۰۲۰       |
| شانگهای پورت    | قهرمان سوپر لیگ فوتبال چین ۲۰۲۴                                               | ۲۰۲۴/۲۵    |
| شانگهای شنهوا   | نایب قهرمان سوپر لیگ فوتبال چین ۲۰۲۴                                          | ۲۰۲۴/۲۵    |
| بوریرام یونایتد | قهرمان لیگ برتر فوتبال تایلند ۲۵–۲۰۲۴ و قهرمان جام حذفی فوتبال تایلند ۲۵–۲۰۲۴ | ۲۰۲۴/۲۵    |
| ملبورن سیتی     | نایب قهرمان ای لیگ استرالیا ۲۵–۲۰۲۴                                           | ۲۰۲۳/۲۴    |
| جوهر دارالتعظیم | قهرمان سوپر لیگ مالزی ۲۵–۲۰۲۴                                                 | ۲۰۲۴/۲۵    |

| تیم            | شیوه راه‌یابی                               | آخرین حضور |
| -------------- | ------------------------------------------ | ---------- |
| چنگدو رونگچنگ  | تیم سوم سوپر لیگ فوتبال چین ۲۰۲۴           | نخستین بار |
| بانکوک یونایتد | نایب قهرمان لیگ برتر فوتبال تایلند ۲۵–۲۰۲۴ | ۲۰۲۴/۲۵    |

## مرحله مقدماتی

#### منطقه غرب
| الدحیل                                                   | 3–2 | سپاهان                                  |
| -------------------------------------------------------- | --- | --------------------------------------- |
| ابراهیم بامبا ۱۱' · عادل بولبینه ۲۴' · کشیشتف پیونتک ۳۳' |     | ۳'محمدامین حزباوی · ۹۰+۳'میلاد زکی‌پور · |

#### منطقه شرق
| چنگدو رونگچنگ | 3–0 | بانکوک یونایتد |
| ------------- | --- | -------------- |
|               |     |                |

## مرحله گروهی

### منطقه غرب
| رتبه | باشگاه      | ب | پ | م | ش | گ‌ز | گ‌خ | ت‌گ | امتیاز | صلاحیت               |
| ---- | ----------- | - | - | - | - | -- | -- | -- | ------ | -------------------- |
| ۱    | الاهلی      | ۰ | ۰ | ۰ | ۰ | ۰  | ۰  | ۰  | ۰      | صعود به یک‌هشتم نهایی |
| ۲    | الاتحاد     | ۰ | ۰ | ۰ | ۰ | ۰  | ۰  | ۰  | ۰      | صعود به یک‌هشتم نهایی |
| ۳    | الهلال      | ۰ | ۰ | ۰ | ۰ | ۰  | ۰  | ۰  | ۰      | صعود به یک‌هشتم نهایی |
| ۴    | شباب الاهلی | . | . | . | . | .  | .  | .  | ۰      | صعود به یک‌هشتم نهایی |
| ۵    | الشارجه     | ۰ | ۰ | ۰ | ۰ | ۰  | ۰  | ۰  | ۰      | صعود به یک‌هشتم نهایی |
| ۶    | الوحده      | ۰ | ۰ | ۰ | ۰ | ۰  | ۰  | ۰  | ۰      | صعود به یک‌هشتم نهایی |
| ۷    | السد        | . | . | . | . | .  | .  | ۰  | ۰      | صعود به یک‌هشتم نهایی |
| ۸    | الغرافه     | ۰ | ۰ | ۰ | ۰ | ۰  | ۰  | ۰  | ۰      | صعود به یک‌هشتم نهایی |
| ۹    | تراکتور     | . | . | . | . | .  | .  | .  | ۰      |                      |
| ۱۰   | نسف قرشی    | . | . | . | . | .  | .  | .  | ۰      |                      |
| ۱۱   | الشرطه      | ۰ | ۰ | ۰ | ۰ | ۰  | ۰  | ۰  | ۰      |                      |
| ۱۲   | پرسپولیس    | ۰ | ۰ | ۰ | ۰ | ۰  | ۰  | ۰  | ۰      |                      |

### منطقه شرق
| رتبه | باشگاه          | ب | پ | م | ش | گ‌ز | گ‌خ | ت‌گ | امتیاز | صلاحیت               |
| ---- | --------------- | - | - | - | - | -- | -- | -- | ------ | -------------------- |
| ۱    | ویسل کوبه       | ۰ | ۰ | ۰ | ۰ | ۰  | ۰  | ۰  | ۰      | صعود به یک‌هشتم نهایی |
| ۲    | سانفرس هیروشیما | . | . | . | . | .  | .  | .  | ۰      | صعود به یک‌هشتم نهایی |
| ۳    | ماچیدا زلویا    | . | . | . | . | .  | .  | .  | ۰      | صعود به یک‌هشتم نهایی |
| ۴    | اولسان اچ دی    | . | . | . | . | .  | .  | .  | ۰      | صعود به یک‌هشتم نهایی |
| ۵    | گانگوون         | . | . | . | . | .  | .  | .  | ۰      | صعود به یک‌هشتم نهایی |
| ۶    | اف‌سی سئول       | . | . | . | . | .  | .  | .  | ۰      | صعود به یک‌هشتم نهایی |
| ۷    | شانگهای پورت    | . | . | . | . | .  | .  | .  | ۰      | صعود به یک‌هشتم نهایی |
| ۸    | شانگهای شنهوا   | . | . | . | . | .  | .  | .  | ۰      | صعود به یک‌هشتم نهایی |
| ۹    | ملبورن سیتی     | . | . | . | . | .  | .  | .  | ۰      |                      |
| ۱۰   | بوریرام یونایتد | . | . | . | . | .  | .  | .  | ۰      |                      |
| ۱۱   | جوهر دارالتعظیم | . | . | . | . | .  | .  | .  | ۰      |                      |
| ۱۲   | چنگدو رونگچنگ   | . | . | . | . | .  | .  | .  | ۰      |                      |

#### خلاصه نتایج
|  |
|  |
|  |
|  |

|  |
|  |
|  |
|  |

## جستار وابسته
- لیگ قهرمانان آسیا ۲ ۲۶–۲۰۲۵
- چلنج لیگ آسیا ۲۶–۲۰۲۵
- لیگ قهرمانان زنان آسیا ۲۶–۲۰۲۵